# 窩打老道8號

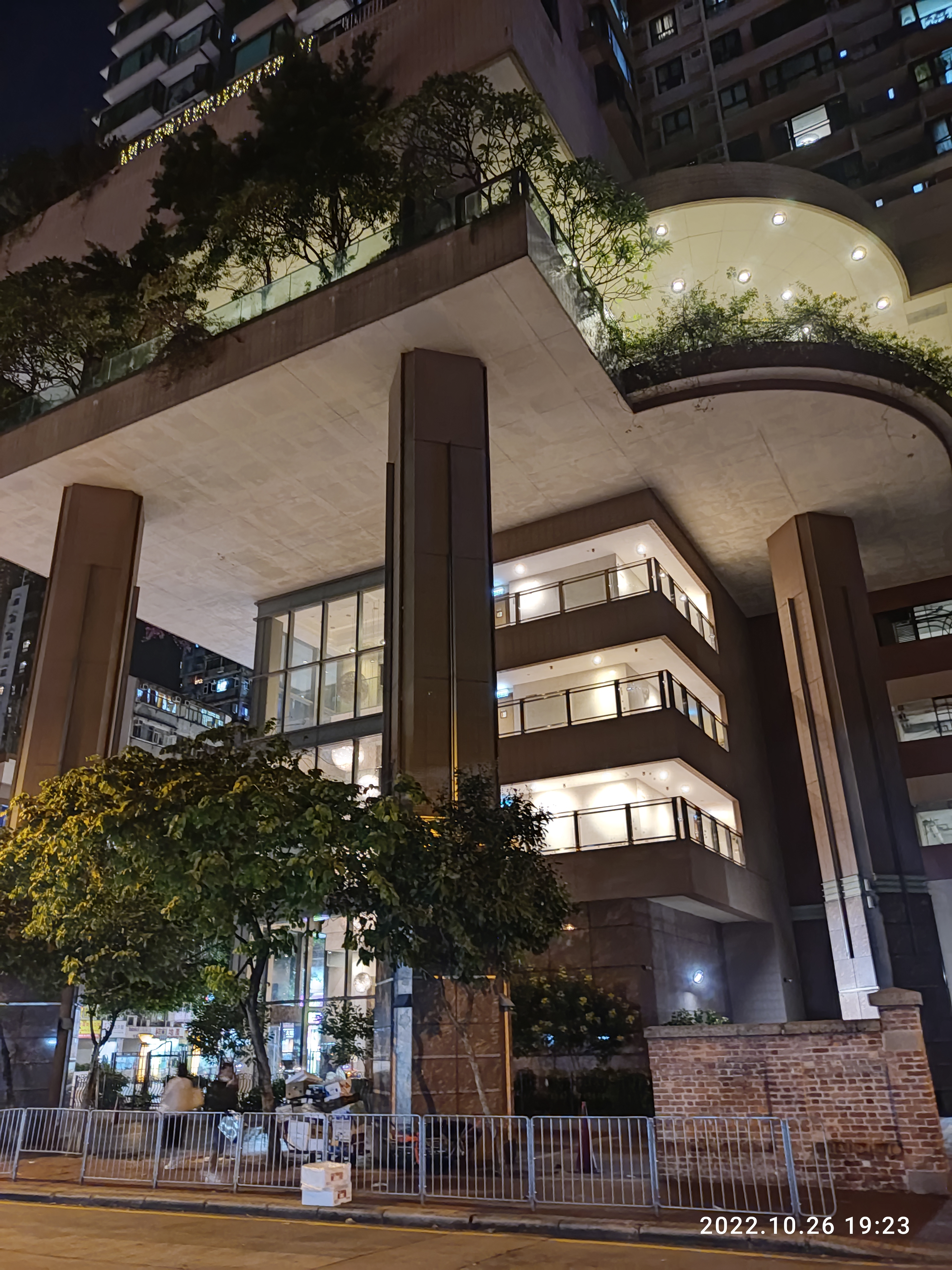

窩打老道8號（簡稱窩八），位於香港九龍油麻地的私人住宅，前臨窩打老道與上海街交界，2004年11月落成；發展商為市區重建局和新鴻基地產，是香港政府「窩打老道／雲南里重建項目」的一部分。

## 概要

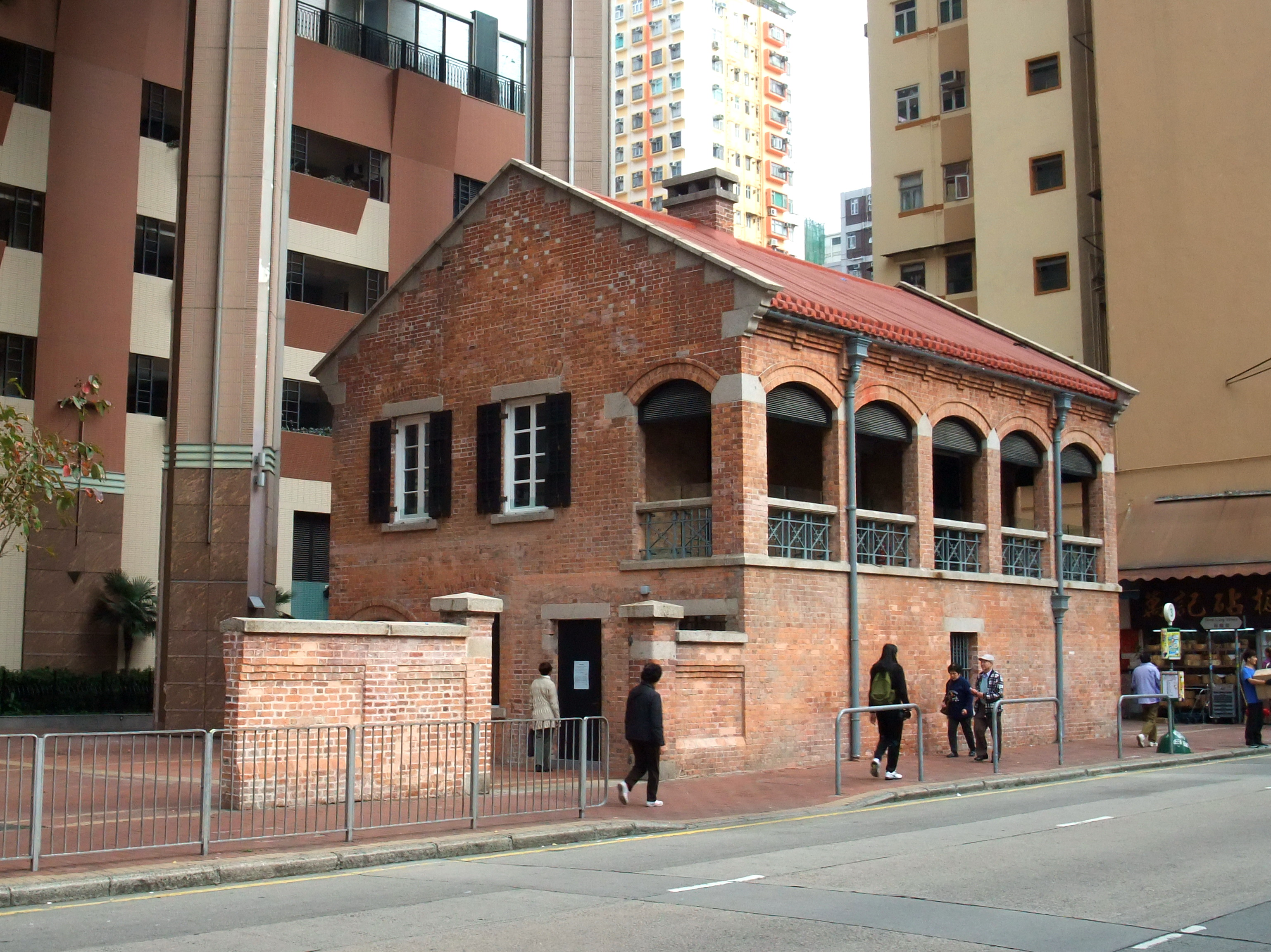
油麻地抽水站宿舍「紅磚屋」

窩打老道8號的選址和一般的豪宅有很大差異，座落舊市區，鄰近油麻地果欄和廟街；同時位處九龍區市中心和交通樞紐，因而租金昂貴。
窩打老道8號的高層景觀開揚，四面遠眺維多利亞港、昂船洲、獅子山及京士柏山一帶。
在發售期間，市建局的合作夥伴新鴻基以「都市新貴族」包裝樓盤，同時推出同名連載小說和廣播劇推廣樓盤。
窩打老道8號旁為受保謢建築物前油麻地抽水站宿舍（「紅磚屋」），二者外牆皆為棕紅色，產生鮮明的建築群感覺。

## 資料

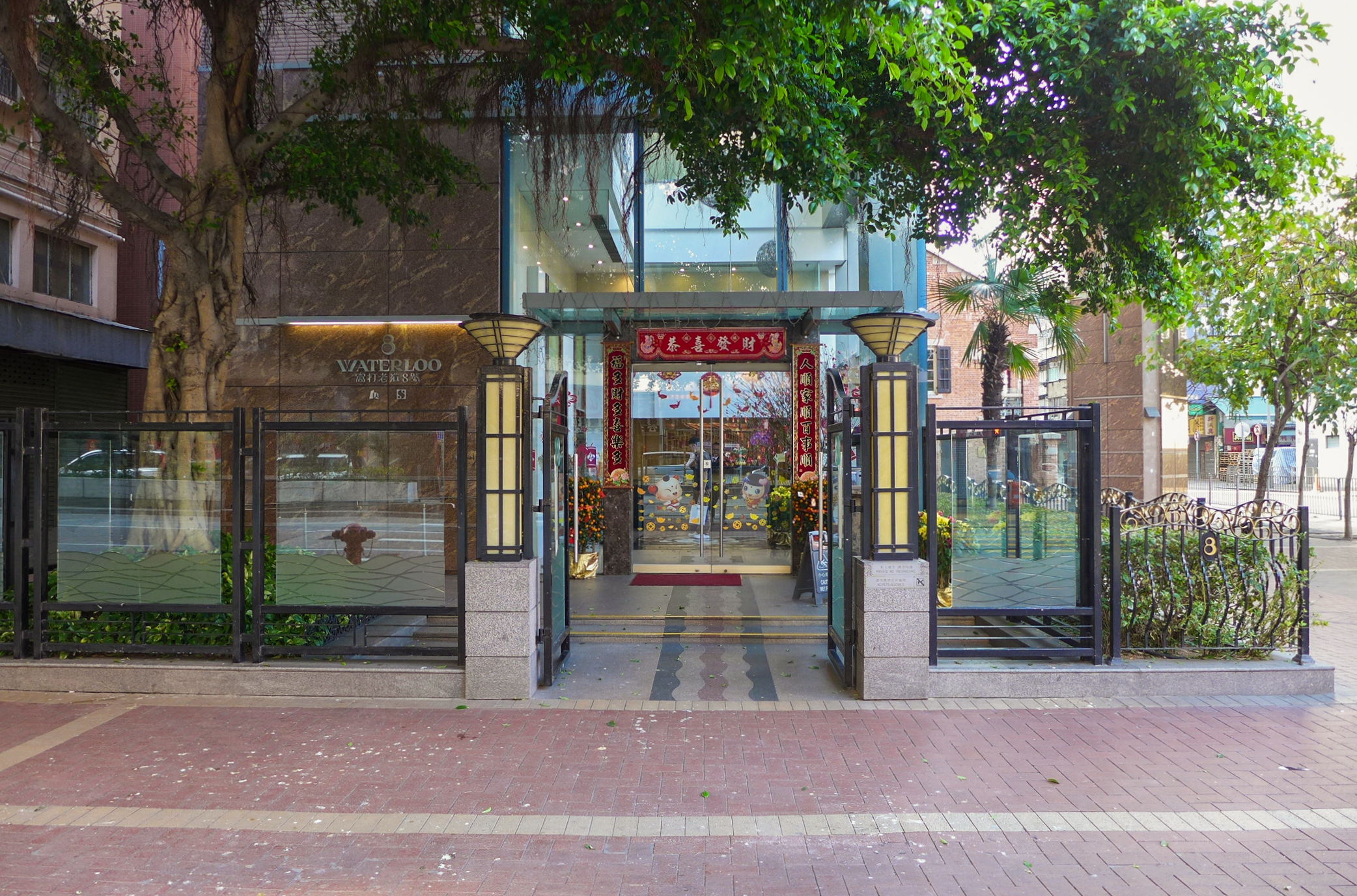
窩打老道8號入口

- 窩打老道8號入口層數：40
- 大廈座數：2
- 單位數目：575
- 入伙年份：2004年（21年樓齡）
- 建築師：林陳簡建築師有限公司

## 資料來源
1. ↑  陳雲、王永平、黎廣德、王慧麟、許寶強、 馬國明、黃英琦、吳志森、尊子. . 香港: 次文化堂. 2011年: 頁88  [2012年6月28日]. ISBN 9789629922597 （中文）.
2. ↑  .   [2020-04-03]. （原始内容存档于2016-09-22）.
3. ↑  .   [2020-04-03]. （原始内容存档于2017-01-12）.
4. ↑  .   [2020-04-03]. （原始内容存档于2016-09-22）.
5. ↑  .   [2020-04-03]. （原始内容存档于2017-01-28）.
6. ↑  .   [2020-04-03]. （原始内容存档于2016-10-02）.
7. ↑  .   [2020-04-03]. （原始内容存档于2016-10-02）.
8. ↑  .   [2020-04-03]. （原始内容存档于2016-10-20）.
9. ↑  .   [2020-04-03]. （原始内容存档于2016-10-23）.
10. ↑  .   [2020-04-03]. （原始内容存档于2016-10-21）.
11. ↑  .   [2020-04-03]. （原始内容存档于2016-10-25）.
12. ↑  .   [2020-04-03]. （原始内容存档于2016-10-20）.

## 外部連結
- 窩打老道8號官方網站 （页面存档备份，存于）
- 窩八神話：哈林區的梵爾賽 (刁民公園)
- 香港地方：建設及建築物; 市區重建計劃 （页面存档备份，存于）

22°18′45″N 114°10′11″E / 22.31250°N 114.16972°E